# Karl Reinhardt (Schulreformer)
Karl Paul Friedrich Reinhardt (* 12. Juli 1849 in Puderbach im Westerwald; † 4. Oktober 1923 in Salem) war ein deutscher Lehrer und Schulreformer.

## Leben und Werk
Als Sohn von Karl Andreas Reinhardt und Neffe von Carl Johann Freudenberg besuchte er das Gymnasium in Weilburg. Danach studierte er in Basel, Bonn und Berlin. Er wurde im Sommersemester 1870 Mitglied im Bonner Kreis. 1873 schloss er das Studium mit der Promotion ab und wurde Lehrer in Bielefeld. 1880 bis 1884 lehrte Reinhardt am Städtischen Gymnasium in Frankfurt am Main. Nach zwei Jahren als Gymnasialdirektor in Detmold kehrte er nach Frankfurt zurück, um 1886 als Nachfolger Tycho Mommsens die Leitung des Frankfurter Gymnasiums zu übernehmen. In Preußen wurde heftig über eine Reform der Gymnasien diskutiert. Mit Unterstützung des damaligen Frankfurter Oberbürgermeisters Franz Adickes bereitete er eine grundlegende Reform des städtischen Gymnasiums vor. In seiner 1892 erschienenen Denkschrift Die Frankfurter Reformpläne stellte er den Frankfurter Lehrplan vor mit Französisch als erster Fremdsprache, Latein als zweiter und Griechisch bzw. Englisch als dritter.
Noch im selben Jahr wurde das Frankfurter Gymnasium in zwei Schulzweige getrennt, von denen der eine beim traditionellen altsprachlichen Modell blieb, während der andere das Reformmodell einführte. 1897 wurde die Schule geteilt:
- Das Lessing-Gymnasium führte am alten Ort in der Junghofstraße die Tradition des humanistischen Gymnasiums fort.
- Das Goethe-Gymnasium wurde als Reformgymnasium neu gegründet und arbeitete nach dem Reinhardtschen Reformlehrplan. Es bezog einen Neubau in der Bahnstraße (heute Friedrich-Ebert-Anlage).

Reinhardt übernahm die Leitung des Goethe-Gymnasiums, dessen Direktor er noch bis 1904 blieb. Es wurde zum Vorbild für alle Reformgymnasien in Preußen. Reinhardt wurde 1904 Ministerialdirektor und Wirklicher Geheimer Regierungsrat im preußischen Kultusministerium, wo er bis 1919 blieb.
Reinhardt war persönlich mit Prinz Max von Baden befreundet, welcher der Eigentümer von Schloss Salem am Bodensee war. Beide gelten als die Gründer des Internats Schloss Salem. Kurt Hahn wurde beigezogen. Auf Initiative Reinhardts stellte Prinz Max von Baden diese Liegenschaft für das neue Internat Salem zur Verfügung. Dort sollten Reinhardts Reformen umgesetzt werden. 1920 bis 1923 wurde er erster Direktor der Internatsschule. Er starb dort am 4. Oktober 1923.
Reinhardt war von 1888 bis 1902 im Verwaltungsausschuss des Freien Deutschen Hochstifts, darunter 1888 bis 1890 und 1899 bis 1900 als dessen Vorsitzender. Seine Söhne waren der Altphilologe Karl Reinhardt (1886–1958) und der Unternehmer Herbert Reinhardt.
Reinhardt heiratete Auguste Freudenberg, die Tochter von Carl Johann Freudenberg, des Gründers der bis heute weltweit tätigen Firma Carl Freudenberg Unternehmensgruppe Freudenberg.
Seine Kontakte zum Prinzen Max von Baden kamen familiär zustande, da die Reinhardts u. a. durch das Bankhaus Reinhardt u. a. des Johann Wilhelm Reinhardt den hessischen und badischen Adel finanzierten.
Ferner sind die Reinhardts mit den Industriellen Freudenberg auch zusätzlich über die Mutter Catharina Freudenberg, geb. Reinhardt des Firmengründers Carl Johann Freudenberg sowie mit den Manufaktur- und Industriellenfamilien sowie Bankiersfamilien Bassermann, Fries, Ladenburg und Thorbecke verwandtschaftlich verwoben. Auch diese finanzierten den Adel und Städte, während die Fries auch das österreichische Kaiserhaus finanzierten.